# Saint-Marcel-d'Urfé
Pour les articles homonymes, voir Saint-Marcel et D'Urfé.
Saint-Marcel-d'Urfé est une commune française située dans le département de la Loire en région Auvergne-Rhône-Alpes.

## Géographie

### Climat
Pour des articles plus généraux, voir Climat d'Auvergne-Rhône-Alpes et Climat de la Loire.
En 2010, le climat de la commune est de type climat des marges montargnardes, selon une étude du Centre national de la recherche scientifique s'appuyant sur une série de données couvrant la période 1971-2000. En 2020, Météo-France publie une typologie des climats de la France métropolitaine dans laquelle la commune est exposée à un climat de montagne ou de marges de montagne et est dans la région climatique Nord-est du Massif Central, caractérisée par une pluviométrie annuelle de 800 à 1 200 mm, bien répartie dans l’année.
Pour la période 1971-2000, la température annuelle moyenne est de 9,9 °C, avec une amplitude thermique annuelle de 16,2 °C. Le cumul annuel moyen de précipitations est de 953 mm, avec 10,7 jours de précipitations en janvier et 7,8 jours en juillet. Pour la période 1991-2020, la température moyenne annuelle observée sur la station météorologique de Météo-France la plus proche, « Saint-Just-en-Chevalet », sur la commune de Saint-Just-en-Chevalet à 5 km à vol d'oiseau, est de 9,8 °C et le cumul annuel moyen de précipitations est de 884,6 mm,. Pour l'avenir, les paramètres climatiques de la commune estimés pour 2050 selon différents scénarios d'émission de gaz à effet de serre sont consultables sur un site dédié publié par Météo-France en novembre 2022.

## Urbanisme

### Typologie
Au 1er janvier 2024, Saint-Marcel-d'Urfé est catégorisée commune rurale à habitat très dispersé, selon la nouvelle grille communale de densité à sept niveaux définie par l'Insee en 2022.
Elle est située hors unité urbaine et hors attraction des villes,.

### Occupation des sols
L'occupation des sols de la commune, telle qu'elle ressort de la base de données européenne d’occupation biophysique des sols Corine Land Cover (CLC), est marquée par l'importance des territoires agricoles (60,4 % en 2018), une proportion sensiblement équivalente à celle de 1990 (60,7 %). La répartition détaillée en 2018 est la suivante : 
prairies (51,1 %), forêts (36,5 %), zones agricoles hétérogènes (9,3 %), zones industrielles ou commerciales et réseaux de communication (3,1 %). L'évolution de l’occupation des sols de la commune et de ses infrastructures peut être observée sur les différentes représentations cartographiques du territoire : la carte de Cassini (XVIIIe siècle), la carte d'état-major (1820-1866) et les cartes ou photos aériennes de l'IGN pour la période actuelle (1950 à aujourd'hui).

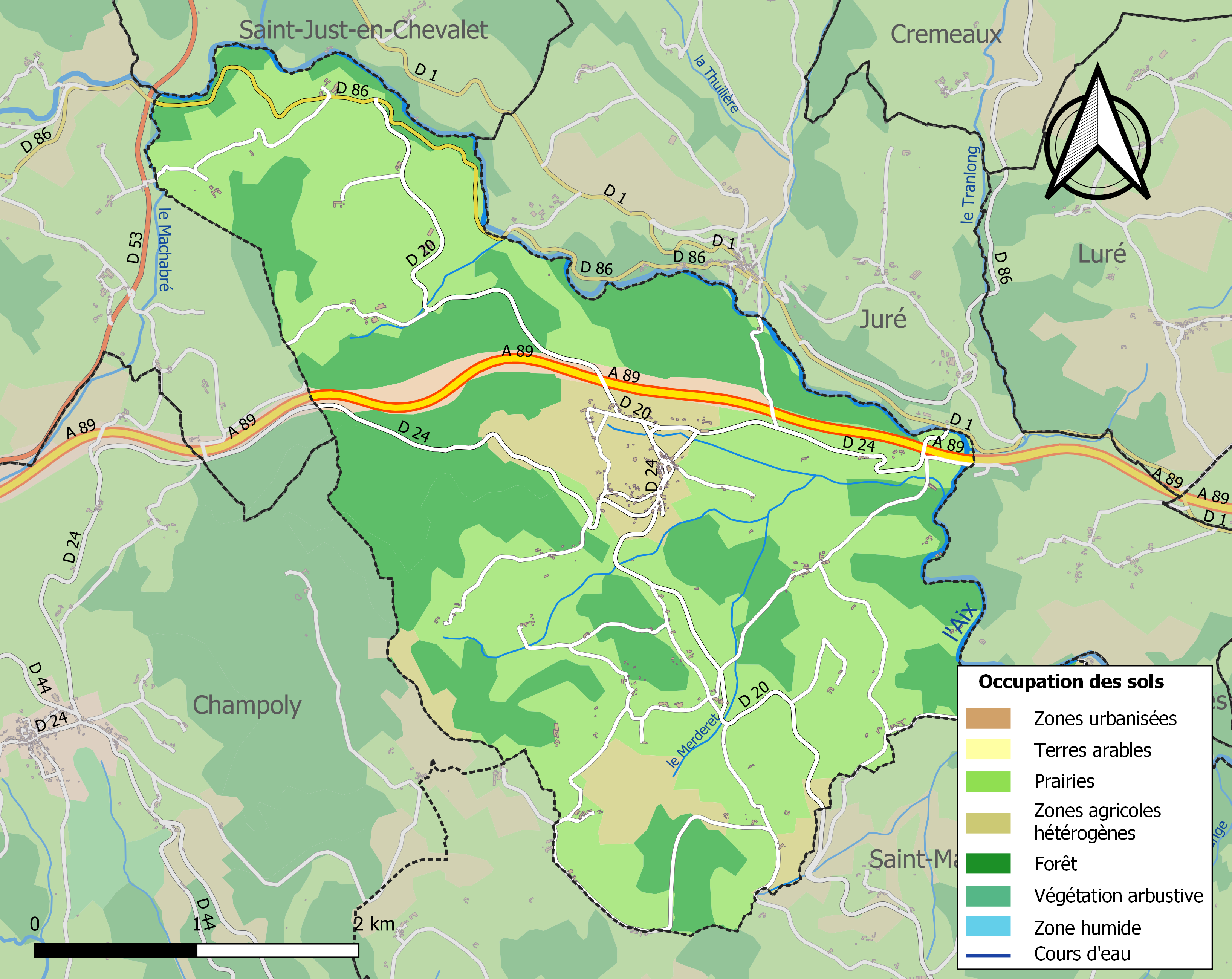
Carte des infrastructures et de l'occupation des sols de la commune en 2018 (CLC).

## Blasonnement
|  | Les armoiries de Saint-Marcel-d'Urfé se blasonnent ainsi : De sinople à la fasce ondée de vair de deux tires, surmontée de la chapelle du lieu d’argent, essorée de sable et soutenue d’une tête de chèvre arrachée d’argent. |

## Politique et administration
| Période                                  | Période   | Identité        | Étiquette | Qualité |
| ---------------------------------------- | --------- | --------------- | --------- | ------- |
| Les données manquantes sont à compléter. |           |                 |           |         |
| 1953                                     | 1977      | Claude Chabré   |           |         |
| mars 1977                                | mars 1995 | Marcel DEJOB    |           |         |
| mars 1995                                | mars 2008 | Chantal RODAMEL |           |         |
| mars 2008                                | mai 2020  | Raymond Perrin  |           |         |
| mai 2020                                 | En cours  | Guy Crozet      |           |         |

## Démographie
L'évolution du nombre d'habitants est connue à travers les recensements de la population effectués dans la commune depuis 1793. Pour les communes de moins de 10 000 habitants, une enquête de recensement portant sur toute la population est réalisée tous les cinq ans, les populations de référence des années intermédiaires étant quant à elles estimées par interpolation ou extrapolation. Pour la commune, le premier recensement exhaustif entrant dans le cadre du nouveau dispositif a été réalisé en 2004.

En 2022, la commune comptait 269 habitants, en évolution de −8,5 % par rapport à 2016 (Loire : +1,32 %, France hors Mayotte : +2,11 %).
| 1793 | 1800 | 1806 | 1821 | 1831 | 1836 | 1841 | 1846 | 1851 |
| ---- | ---- | ---- | ---- | ---- | ---- | ---- | ---- | ---- |
| 850  | 880  | 861  | 893  | 782  | 818  | 807  | 781  | 779  |

| 1856 | 1861 | 1866 | 1872 | 1876 | 1881 | 1886 | 1891 | 1896 |
| ---- | ---- | ---- | ---- | ---- | ---- | ---- | ---- | ---- |
| 828  | 863  | 801  | 723  | 729  | 708  | 676  | 627  | 631  |

| 1901 | 1906 | 1911 | 1921 | 1926 | 1931 | 1936 | 1946 | 1954 |
| ---- | ---- | ---- | ---- | ---- | ---- | ---- | ---- | ---- |
| 663  | 637  | 633  | 554  | 509  | 502  | 501  | 486  | 444  |

| 1962 | 1968 | 1975 | 1982 | 1990 | 1999 | 2004 | 2006 | 2009 |
| ---- | ---- | ---- | ---- | ---- | ---- | ---- | ---- | ---- |
| 377  | 336  | 310  | 301  | 268  | 264  | 291  | 299  | 299  |

| 2014 | 2019 | 2022 | - | - | - | - | - | - |
| ---- | ---- | ---- | - | - | - | - | - | - |
| 299  | 283  | 269  | - | - | - | - | - | - |

## Lieux et monuments
- Église Saint-Marcel de Saint-Marcel-d'Urfé.
- La chapelle Notre-Dame de Consolation de la Chira (Chirat) a été fondée en 1508, après la peste de Montbrison de 1507, par les deux coseigneurs de Saint-Marcel-d'Urfé dont on trouve les armoiries, Brémond de Vitri et Claude Raybe de Galles, chanoine comte de Lyon, chanoine de Notre-Dame de Montbrison et prieur de L'Hôpital-sous-Rochefort de 1497 à 1509. La chapelle possède une statue de Vierge à l'Enfant en albâtre blanc de 1,51 m contemporaine de la chapelle sur laquelle on peut voir le blason de Claude Raybe de Galles sur l'ange consolateur de son support initial. Jacques Baudoin attribue cette statue à Jean de Chartres[16],[17],[18],[19],[20].
- Le lavoir.